# Canthocamptus alpestris
Canthocamptus alpestris is een eenoogkreeftjessoort uit de familie van de Canthocamptidae. De wetenschappelijke naam van de soort is voor het eerst geldig gepubliceerd in 1845 door Vogt.